# Улица Гребёнки (Нежин)
Улица Гребёнки (укр. Вулиця Гребінки) — улица города Нежина. Пролегает от улицы Шевченко до улицы Станислава Прощенко. 
Примыкают улицы Стефана Яворского, Небесной Сотни, Прорезной переулок.

## История
Греческая улица возникла в начале 17 века в границах Нежинского замка и проходила параллельно земляному валу вдоль реки Остёр. Застроена преимущественно греческими купцами. В 1729 году была построена Михайловская церковь при которой действовала Нежинская греческая школа, затем греческое Александровское училище (дом № 24). Рядом расположены Всехсвятская церковь, Троицкая церковь, Купеческий дом (Дом Нежинского греческого магистрата). В 1789 году в домах №№ 2 и 4 открылось малое народное училище, где учился декабрист Н. О. Мозгалевский; в 1817 году училище переехало в дом № 13 Московской улицы, а на его месте возведён дом уездного суда (теперь школа № 1) — от которого улица названа Судейской. В начале 19 веке в доме помещика Н. Я. Макарова (дом № 16/11) читал свои первые художественные произведения Н. В. Гоголь. 
В 1922 году Судейская улица переименована на Советская улица. В 1930 году в доме бывшей городской управы (с 1865 года, дом № 1) разместился Нежинский техникум советского строительства, в 1934 году был реорганизован в библиотечный техникум, после чего улица называлась Библиотечной. В доме № 14 в 1904-1930 годы проживал историк И. Г. Спасский со своей семьёй.
В 1960 году улица получила современное название — в честь русского и украинского поэта и писателя Евгения Павловича Гребёнки

## Застройка
Улица пролегает в северо-восточном направлении параллельно улицам Глебова и Братьев Зосим. Парная и непарная стороны улицы заняты усадебной, малоэтажной (1-2-этажные дома) жилой застройкой, историко-культурным комплексом 18 века (Михайловская, Всехсвятская, Троицкая церкви).
Учреждения:
1. дом № 4 — школа № 1
2. дом № 24 — Нежинская швейная фабрика
3. дом № 29 — Михайловская церковь
4. дом № 31 — Всехсвятская церковь
5. дом № 35 — Троицкая церковь

Памятники архитектуры и/или истории:
1. дом № 4 — Дом народного училища (Дом окружного суда) — памятник архитектуры местного значения и памятник истории местного значения
2. дом № 6 — Флигель усадьбы Пелепонова — памятник архитектуры местного значения
3. дом № 7 — Дом И. М. Самойловича — памятник архитектуры местного значения
4. дом № 9 — Каменица — памятник архитектуры местного значения
5. дом № 14 — Дом семьи Спасских — памятник архитектуры и истории местного значения
6. дом № 16/11 — Усадьба Н. Я. Макарова — памятник архитектуры местного значения и памятник истории местного значения
7. дом № 18 — Жилой дом (Каменица) — памятник архитектуры местного значения
8. дом № 20 — Каменица — памятник архитектуры вновь выявленный
9. дом № 21 — Купеческий дом (Дом Нежинского греческого магистрата) — памятник архитектуры национального значения
10. дом № 24 — Дом греческого Александровского училища — памятник архитектуры местного значения
11. дом № 29 — Михайловская церковь — памятник архитектуры национального значения
12. дом № 31 — Всехсвятская церковь — памятник архитектуры национального значения
13. дом № 31А — Колокольня греческих церквей — утраченный объект (архитектуры) культурного наследия (до 1950-х годов) — сейчас незастроенная площадка возле Михайловской церкви
14. дом № 33 — Дом, где жил Ю. Ф. Кушакевич. Дом, где родился О. Ю. Кушакевич — памятник истории вновь выявленный
15. дом № 35 — Троицкая церковь — памятник архитектуры национального значения
16. дом № 37 — Каменица — памятник архитектуры местного значения